# André Gonzáles
André Alexander Gonzáles Zenteno (6 augustus 1998) is een Peruviaans wielrenner.

## Carrière
Als junior werd Gonzáles in 2015 nationaal kampioen op de weg. Een jaar later werd hij vijfde in het door Jason Huertas gewonnen Pan-Amerikaanse kampioenschap.
Namens Start Team Gusto reed Gonzáles in 2018 onder meer een aantal wedstrijden in België, met plek 57 in de Grote Prijs Jean-Pierre Monseré als beste resultaat. In oktober van dat jaar won hij de zesde etappe in de Ronde van Guatemala. Een jaar later won hij de vierde etappe in Guatemala, met een voorsprong van twee seconden op Grant Koontz en 39 seconden op het peloton. Door zijn overwinning nam hij de leiderstrui over van Luis López.

## Overwinningen
2015
 Peruviaans kampioen op de weg, Junioren
2017
 Peruviaans kampioen tijdrijden, Beloften
 Peruviaans kampioen op de weg, Beloften
2018
 Peruviaans kampioen op de weg, Beloften
6e etappe Ronde van Guatemala
2019
4e etappe Ronde van Guatemala

## Ploegen
- 2018 –  Start Team Gusto

Afewerki · Aular · Bazán · Coward · Gonzáles · Gonzales · León · Montellano · Musie · Quintero · Villanueva